# Гільєрме Бассето
Гільєрме Бассето (порт. Guilherme Basseto, 12 березня 1997) — бразильський плавець.
Призер літньої Універсіади 2019 року.